# تیفانی رابرتس
تیفانی رابرتس (انگلیسی: Tiffany Roberts؛ زادهٔ ۵ مهٔ ۱۹۷۷) یک بازیکن فوتبال و سرمربی (فوتبال) اهل ایالات متحده آمریکا است.
از باشگاه‌هایی که در آن بازی کرده‌است می‌توان به تیم ملی فوتبال ایالات متحده آمریکا و واشنگتن فریدام اشاره کرد.